# اورنیاک (شهرستان میاکینسکی، باشقیرستان)
اورنیاک (انگلیسی: Urnyak, Miyakinsky District, Republic of Bashkortostan) یک شهرک در شهرستان میاکینسکی استان باشقیرستان کشور روسیه است.